# Chomiąża Księża (osada leśna)
Chomiąża Księża – osada leśna w Polsce położona w województwie kujawsko-pomorskim, w powiecie żnińskim, w gminie Żnin.
W latach 1975–1998 miejscowość administracyjnie należała do województwa bydgoskiego.